# Pseudolepturges caesius
Pseudolepturges caesius är en skalbaggsart som beskrevs av Monné M. A. och Monné M. L. 2007. Pseudolepturges caesius ingår i släktet Pseudolepturges och familjen långhorningar. Inga underarter finns listade i Catalogue of Life.